# Leschenaultia arnaudi
Leschenaultia arnaudi là một loài ruồi trong họ Tachinidae.